# Vinzenz Kotzina
Vinzenz Kotzina (Neunkirchen 30 maart 1908 - Gutau 13 april 1988) was een Oostenrijks politicus (ÖVP).
Hij bezocht de middelbare school in Wiener Neustadt (1919-1926) en studeerde vervolgens aan de universiteiten van Wenen en Fribourg. Na de Tweede Wereldoorlog sloot hij zich aan bij de ÖVP en was in Opper-Oostenrijk een van de oprichters van de Oberösterreichischer Wirtschaftsbund aldaar. Van 1962 tot 1974 was Kotzina lid van de Nationale Raad.
Van 1963 tot 1966 was hij staatssecretaris van Handel en Wederopbouw en van 1966 tot 1970 was hij de eerste bondsminister van Bouw en Techniek.